# Andrei Manuilov

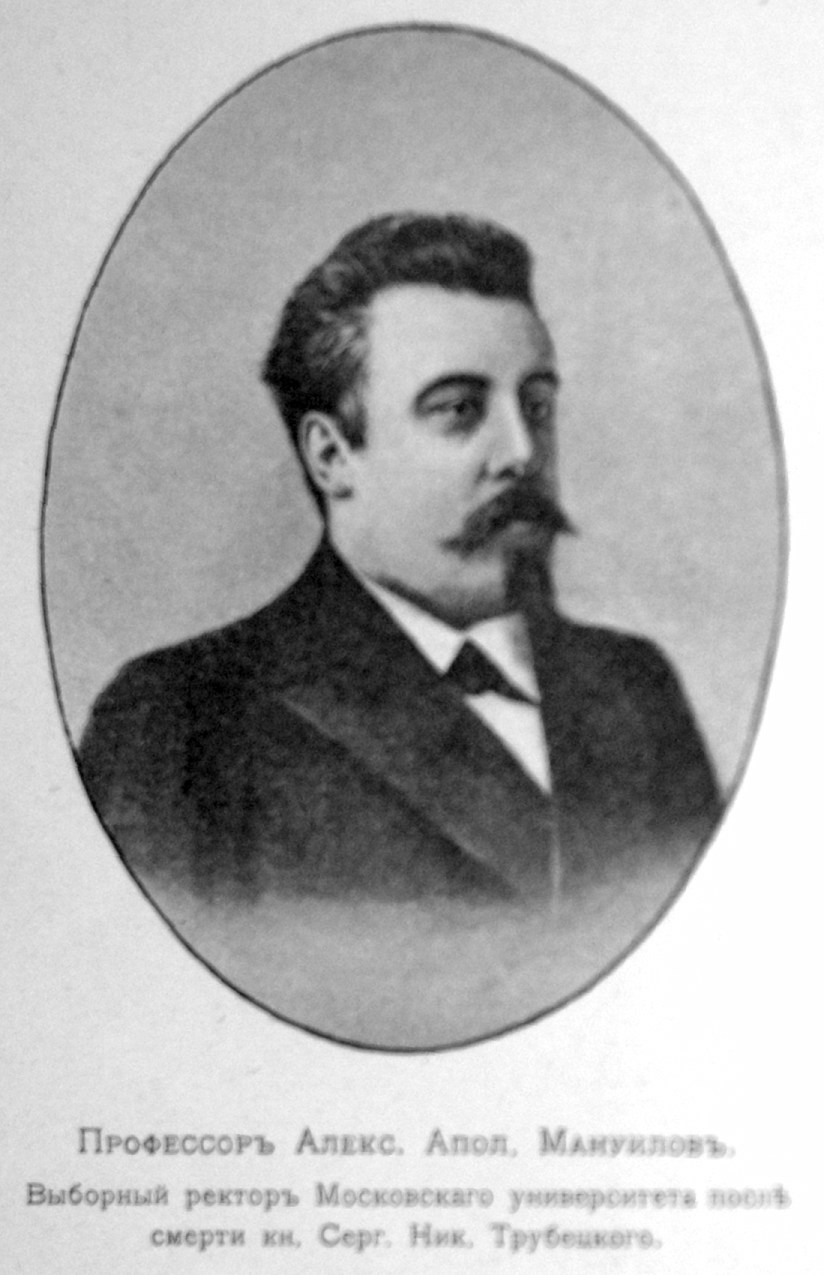
Andrei Manuilov

Alexander Appolonovich Manuilov (Odessa, 3 de abril de 1861 — Moscou, 20 de julho de 1929) foi um economista e político russo. Ele foi um dos membros fundadores do Partido Democrático Constitucional (conhecido como o cadetes) e foi o Reitor da Universidade Estatal de Moscou entre 1908 e 1911.
Foi Ministro da Educação no primeiro governo provisório e de 1924 estava na administração central do Gosbank, o banco do Estado soviético.